# الدوري الكولومبي لكرة القدم 2012
الدوري الكولومبي لكرة القدم 2012 (بالإسبانية: Torneo Finalización 2012)‏ هو الموسم 65 من  الدوري الكولومبي لكرة القدم. كان عدد الأندية المشاركة فيه  18، وفاز فيه نادي ميلوناريوس.